# Раймондо II дель Бальцо
Раймондо II дель Бальцо (итал. Raymondo II del Balzo) — граф Алессано c 1463.
Сын Джакомо I дель Бальцо, барона ди Рутино, и Маргариты д’Алессано.
Король Ферранте I подтвердил за Раймондо владение родовыми землями, в частности сеньорией Алессано, которая более ста лет назад была конфискована у его семьи после восстания Франческо делья Ратты. В 1463 возведен в титул графа Алессано, от которого в 1471 отказался в пользу племянника Раймондо III дель Бальцо.
Жена: Ковелла Санфрамондо из рода графов Черрето.